# 有珠站
有珠站（日语：／ Usu eki */?）是北海道旅客鐵道室蘭本線的一個鐵路車站，位於伊達市，車站編號為H40，現時為無人站。名稱源自阿伊努語的「us」（海灣）或「us-or」（海灣內部）。

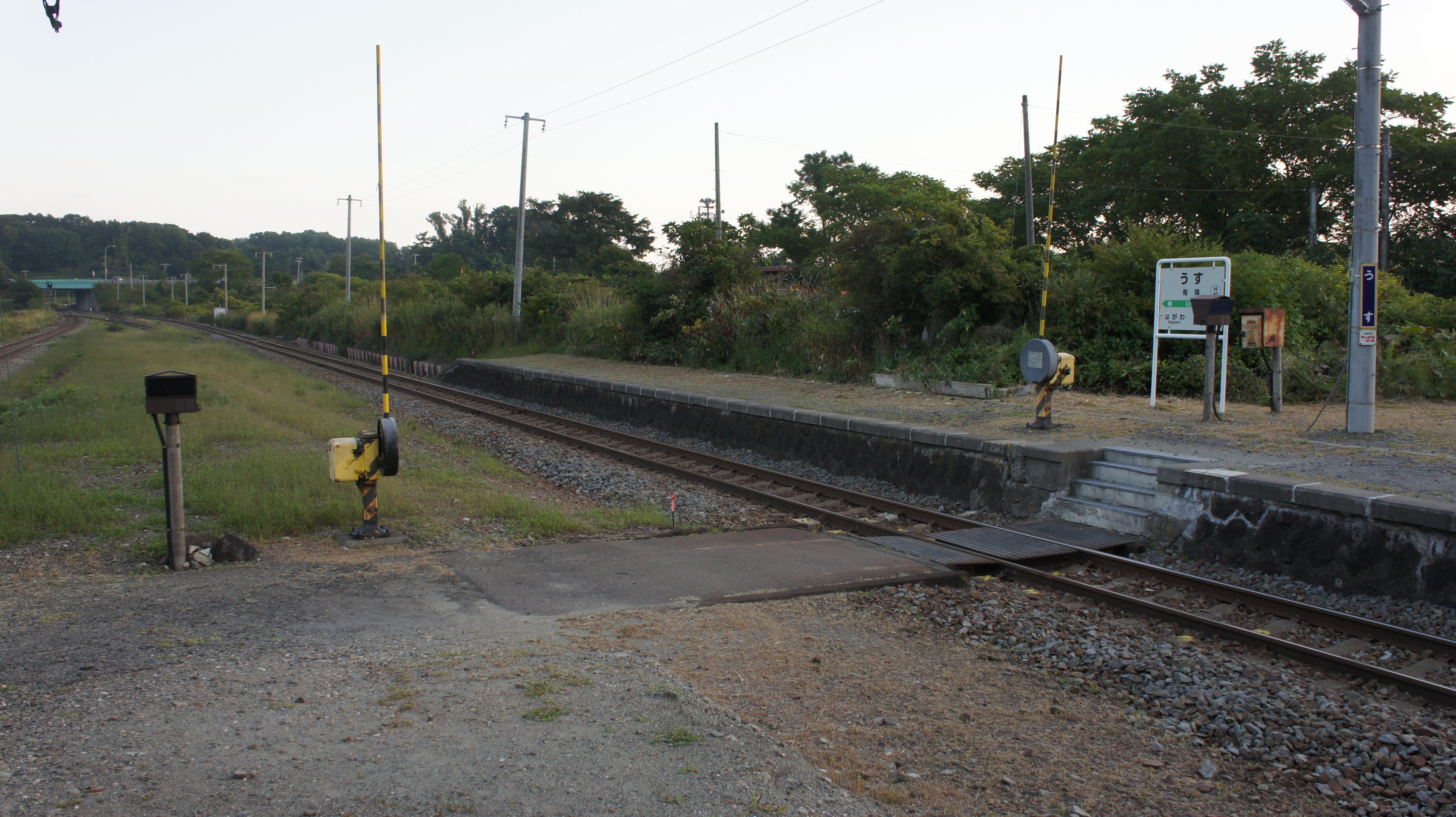
平交道（2017年9月）

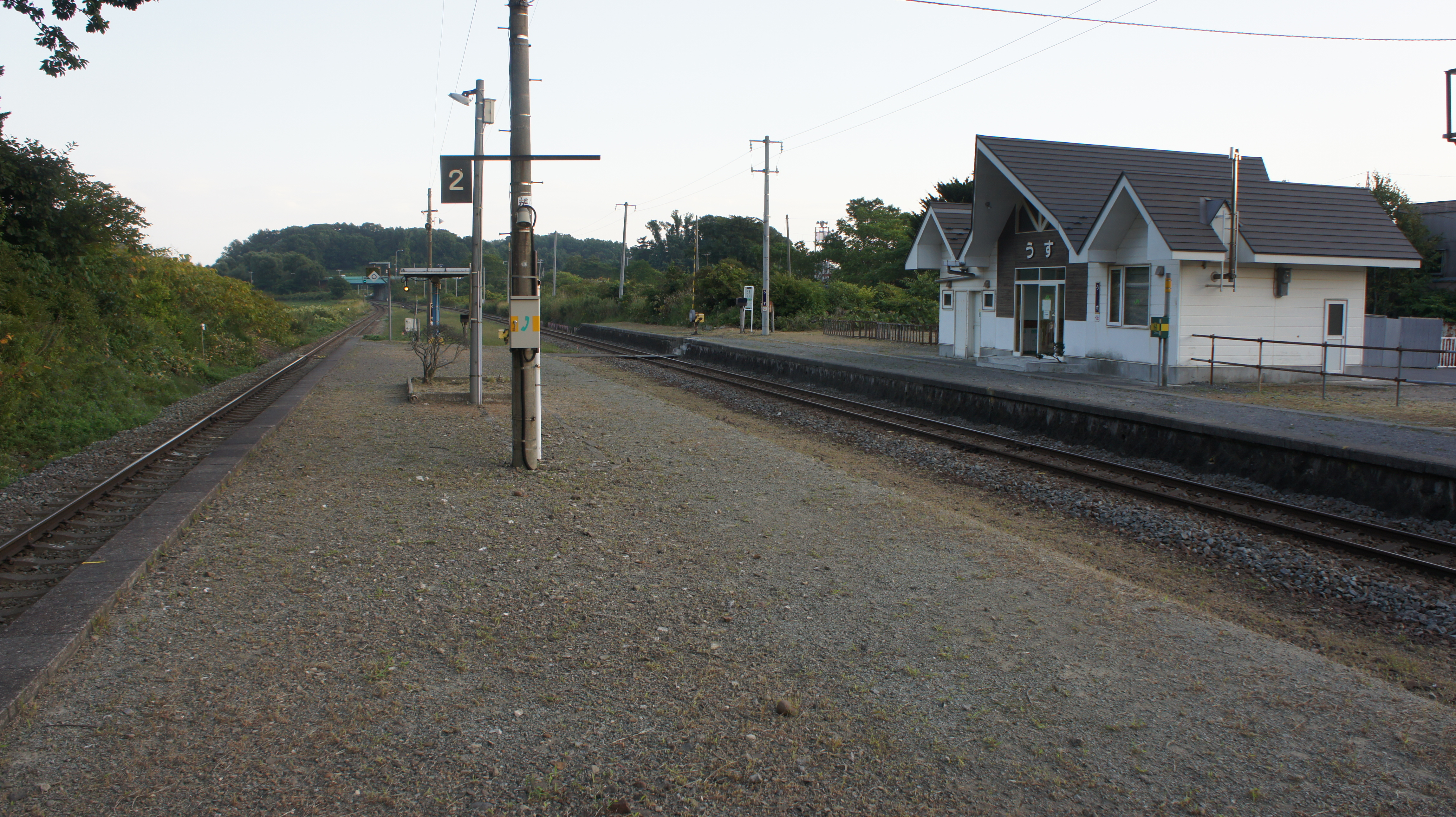
月台（2017年9月）

## 月台配置
設有側式月台及島式月台各1個、共2面3線的佈局。不過，位於島式月台內側的線路現時已被拆去，故只剩下2線2面。
| 月台 | 路線       | 方向 | 目的地                         | 備註 |
| ---- | ---------- | ---- | ------------------------------ | ---- |
| 1    | ■ 室蘭本線 | 上行 | 豐浦、洞爺、長萬部方向         |      |
| 2    | ■ 室蘭本線 | 下行 | 登別、東室蘭、室蘭、苫小牧方向 |      |

## 歷史
- 1928年9月10日：隨鐵道省長輪線靜狩站～伊達紋別站間開通而開業，為中途站[3]。
- 1931年4月1日：長輪線編入室蘭本線內。
- 1962年1月15日：貨物提取貨務取消。
- 1980年5月15日：手提行李提取服務取消，簡易委託化。
- 1987年4月1日：國鐵分割民營化，車站由JR北海道繼承。
- 1989年：站房改建[1]。
- 時期不詳：無人化[4]。

## 相鄰車站
北海道旅客鐵道
■室蘭本線
■特急「北斗」
通過
■普通
洞爺（H41） － 北入江信號場 - 有珠（H40） - 長和（H39）

## 外部連結
- JR北海道有珠站網頁。 （页面存档备份，存于）（日語）